# Enciklopedija hrvatske povijesti i kulture
Enciklopedija hrvatske povijesti i kulture je jednosveščana enciklopedija hrvatske povijesti i hrvatske kulture, koju je objavila Školska knjiga povodom tridesetgodišnjice svoga djelovanja, u studenome 1980. godine.

## Povijest
Prema uvodnom dijelu, izdavač je želio izdati povijesni priručnik „zasnovan na rezultatima suvremenih znanstvenih istraživanja”, kojim bi se opisali „mnogobrojni vidovi ljudskog života i stvaralaštva na hrvatskom tlu”.
Glavni je urednik bio Igor Karaman, a urednik Blagota Drašković. Enciklopediju je stvarala 81 osoba. U uredničkom odboru su bili: Josip Adamček, Anđelko Badurina, Josip Bratulić, Žarko Dadić, Blagota Drašković, Živko Haramija, Ivan Jelić, Igor Karaman, Josip Lučić, Milan Prelog, Nikša Stančić i Ivo Supičić. Likovni je urednik bio Živko Haramija, a grafički Tomislav Jukić. Ilustrator je bio Vjekoslav Brešić, a kartografi Ladislav Dolanski i Ladislav Gmajnić. Vanjsku je opremu izradio Živko Haramija.
Autori su članaka suradnici: Josip Adamček, Anđelko Badurina, Josip Balabanić, Vitomir Belaj, Biserka Belicza, Jerko Bezić, Ivo Bićanić, Dušan Bilandžić, Josip Bratulić, Stjepan Cerjan, Željka Čorak, Žarko Dadić, Ana Deanović, Blagota Drašković, Ivan Dumbović, Marija Duš, Igor Fisković, Nada Grčević, Danko Grlić, Branko Hećimović, Bosiljka Janjatović, Ivan Jelić, Zvonimir Jelinović, Mile Joka, Draginja Jurman-Karaman, Ivan Kampuš, Igor Karaman, Josip Kekez, Josip Kolanović, Mira Kolar, Koraljka Kos, August Kovačec, Mirko Kratofil, Vera Kružić-Uchytil, Miroslav Kurelac, Rene Lovrenčić, Josip Lučić, Josip Malić, Vladimir Marković, Flora Maroević, Tonko Maroević, Marijan Maticka, Mirjana Matijević-Sokol, Hrvoje Matković, Ive Mažuran, Tomislav Mikulić, Cvjetko Milanja, Franko Mirošević, Ilija Mitić, Nenad Moačanin, Andre Mohorovičić, Mihajlo Ogrizović, Vlado Oštrić, Dubravko Pajalić, Snježana Paušek-Baždar, Ante Peterlić, Milan Prelog, Živko Radan, Smiljka Senčar-Čupović, Marija Sentić, Anka Simić-Bulat, Vladimir Sokol, Ante Stamać, Nikša Stančić, Zorica Stipetić, Ivo Supičić, Jaroslav Šidak, Zdenka Šimončić, Nikša Nikola Šoljan, Mirko Valentić, Josip Vončina, Božena Vranješ-Šoljan, Alica Wertheimer-Baletić, Marin Zaninović, Josip Završki, Vinko Zlamalik i Đurđa Živković. Pojedine članke su recenzirali Josip Andreis, Josip Malić, Anđelko Runjić[je li političar, zadnji predsjednik Sabora SRH?] i Petar Strčić.
Slikovne priloge su izabrali: Draginja Jurman-Karaman i Igor Karaman (za razdoblje do prvoga svjetskog rata), Mira Kolar-Dimitrijević (za međuratno doba), Blagota Drašković i Ivan Jelić uz suradnju Rude Polšaka (za narodnooslobodilačku borbu i revoluciju), te Blagota Drašković (za suvremeno doba), uz suradnju člana uredništva Živka Haramije. Izvorne su fotografije doprinijeli Nenad Gattin, Mladen Grčević, Milan Pavić i Nino Vranić, te Igor Karaman i Jelka Radauš-Ribarić (uz snimke iz foto-arhiva Vanje Radauša).

### Politički ogledi
Enciklopediju se našla pod političkom prismotrom Saveza komunista Hrvatske koji ju je povukao iz slobodne prodaje. Pojedini pisci drže kako je Enciklopedija bila zabranjenom, iako se drugi ne slažu s tim gledištem.
Enciklopedija je stekla političku „diskvalifikaciju” zbog članka Koncentracioni logori koji je napisao dr. Ivan Jelić. Franjo Tuđman navodi kako su pobornici jasenovačkoga mita „upriličili hajku u kojoj je ta Enciklopedija hrvatske povijesti i kulture, što ih je razdraživala već svojim naslovom, povučena sa tržišta (...)”.
Nakon kraćeg vremena, povučena je iz prodaje zbog rečenice o Koncentracijskom logoru Jasenovac: »Kroz taj logor prošli su deseci tisuća ljudi, od kojih je većina pogubljena u mnogim pokoljima što su ondje provođeni.«[nedostaje izvor]

## Sadržaj
Enciklopediju sačinjava 882 enciklopedijska članka na 921 stranici u koje je uključeno i osam uvodnih i jedan presavijen list sa zemljovidom. Uz enciklopedijske se članke nalazi naočit izbor slikovnih priloga, te ostalih skupina priloga, objasnidbenih uputnica, koji dopunjuju tiskopis različitim zemljokazima, skicama, grafikonima i brojidbenim podatcima.
Enciklopedija ima i poseban dio, table u kojima su većinom povijesni zemljovidi koji čine svojevrstan povijesni zemljokaznik Hrvatske. Postoji 56 tabli i jedan ne obrojčeni prilog u boji, Karta Socijalističke Federativne Republike Jugoslavije – grbovi i zastave SFRJ i socijalističkih republika.